# 多夫日卡
49°10′24″N 24°29′22″E / 49.17333°N 24.48944°E
多夫日卡（烏克蘭語：Довжка），是烏克蘭的村落，位於該國西部伊萬諾-弗蘭科夫斯克州，由卡盧什區負責管轄，始建於1457年，面積5.7平方公里，2001年人口237，人口密度每平方公里41.3人。